# Acalypha ruderalis
Acalypha ruderalis là một loài thực vật có hoa trong họ Đại kích. Loài này được Mart. ex Britton mô tả khoa học đầu tiên năm 1893.